# Au (film)
Au! is een televisieserie uit 1997 van Theo van Gogh en Tomas Ross (scenario), die niet goed genoeg werd gevonden om uitgezonden te worden.

## Hoofdrolspelers
- Peer Mascini
- Olga Zuiderhoek
- Nova van Dijk

## Trivia
- Aanvankelijk bedoeld als sarcastische comedyserie maar nooit uitgezonden. Vervolgens gemonteerd tot bioscoopfilm maar nooit vertoond. Wel uitgebracht op video en 'achter de decoder' uitgezonden.